# Elmira Abdrazakowa
Elmira Rafikowna Abdrazakowa, ros. Эльмира Рафиковна Абдразакова, tat. Эльмира Абдразакова/Elmira Abdrazaqova (ur. 7 października 1994) – rosyjska modelka pochodzenia tatarskiego (ojciec jest Tatarem, matka Rosjanką), Miss Rosji 2013. Mieszka w Mieżdurieczensku, urodziła się w Żelezince w obwodzie pawłodarskim w Kazachstanie, w której spędzała później wakacje. W Rosji wiele osób krytykowało pochodzenie i cygański wygląd miss.